# Edmund Wingate

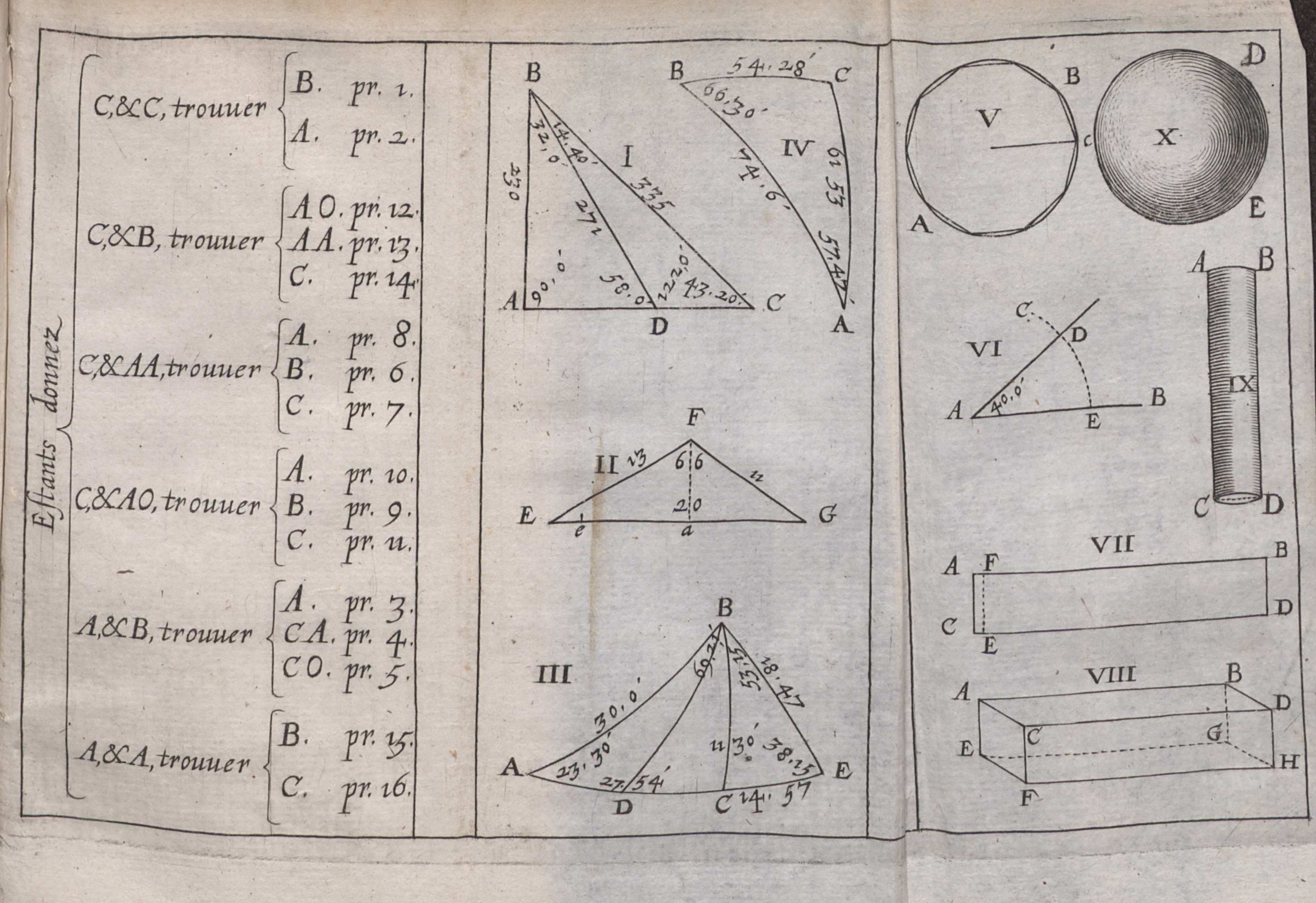
"Uso de la regla de proporción en la aritmética y geometría", 1624

Edmund Wingate (1596-1656) fue un escritor matemático y legal inglés, siendo en la década de 1620 uno de los primeros en publicar el principio de la regla de cálculo, y más tarde el autor de algunas obras populares expositivas. También fue miembro del Parlamento durante el Interregno. 

## Semblanza
Segundo hijo de Roger Wingate de Sharpenhoe (Bedfordshire) y de su esposa Jane (hija de Henry Birch), Wingate nació en Flamborough(Yorkshire) en 1596 y se bautizó allí el 11 de junio. Se matriculó en The Queen's College, Oxford, el 12 de octubre de 1610, se graduó el 30 de junio de 1614 y fue admitido en el Gray's Inn el 24 de mayo. 
Antes de 1624 se trasladó a París, donde se convirtió en profesor de inglés de la princesa Enriqueta María de Francia. En Inglaterra había aprendido la "regla de la proporción" (escala logarítmica) inventada poco tiempo antes por Edmund Gunter, que mostró a los matemáticos en París. Para obtener la prioridad sobre el utensilio, se apresuró a publicar un tratado explicativo, al enterarse de que un abogado de Dijon, a quien le había mostrado la regla de una manera amistosa, ya había comenzado a hacer un uso público de ella. 
De vuelta en Inglaterra, al estallar la primera guerra civil inglesa se puso del lado del Parlamento, asumió la Liga Solemne y Alianza, y se hizo juez de paz de Bedfordshire, residiendo en Woodend, en la parroquia de Harlington. En 1650 asumió el compromiso, pasó a ser íntimo colaborador de Oliver Cromwell, y se convirtió en uno de los comisionados para la expulsión de ministros ignorantes y escandalosos. Representó a Bedfordshire en el parlamento de 1654-5. Murió en Gray's Inn Lane, y fue enterrado en St. Andrew's, Holborn, el 13 de diciembre de 1656. No dejó testamento. La administración fue otorgada a su hijo, Button Wingate, el 28 de enero de 1657.

## Trabajos

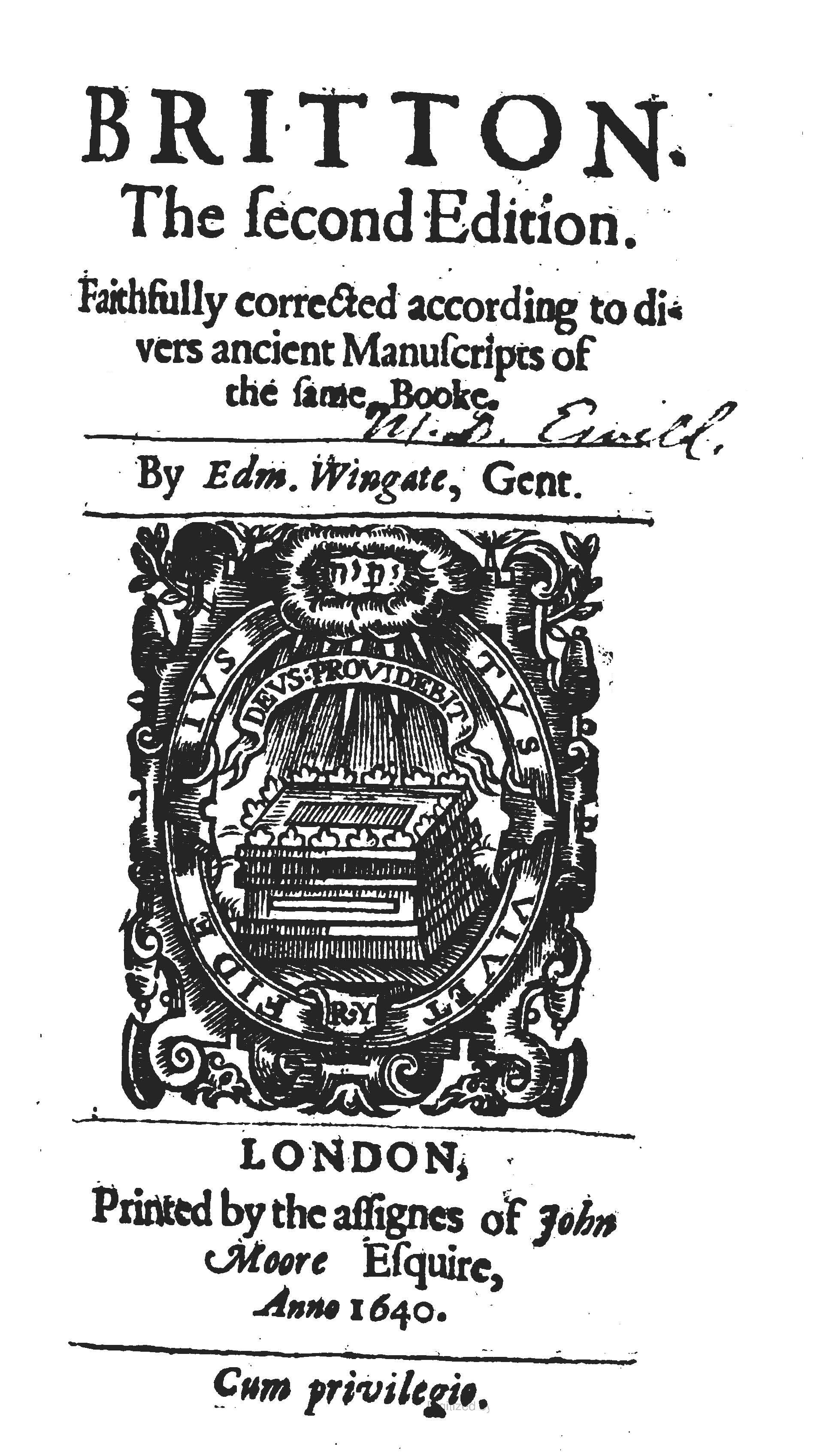
Portada de la segunda edición del Britton (1640), impresa por Edmund Wingate

Entre sus numerosas publicaciones, se incluyen:
Textos matemáticos
- L'usage de la règle de proporción en arithmétique, París, 1624; obra titulada en inglés como The Use of the Rule of Proportion (El Uso de la Regla de Proporción), Londres, 1626, 1628, 1645, 1658, 1683 (revisado por Brown y Atkinson).
- Arithmetique Logarithmetique, París, 1626. En inglés, Logarithmotechnia, or the Construction and Use of the Logarithmeticall Tables, Londres, 1635 (compilado de Henry Briggs).
- The Construction and Use of the Line of Proportion (La Construcción y Uso de la Regla de Proporción), Londres, 1628.
- Of Natural and Artificiall Arithmetique (Sobre la Aritmética Natural y Artificial), Londres, 1630, 2 partes. Parte i: Había sido diseñada "únicamente como clave para abrir los secretos del otro, el cual trata de la aritmética artificial mediante el uso de logaritmos", y por tanto no se hizo lo suficientemente completo como para usarse como libro de texto de aritmética elemental. Este defecto fue remediado por John Kersey el mayor bajo la supervisión de Wingate, y apareció una segunda edición en 1650 titulada Arithmetique made easie (La Aritmética hecha fácil). Parte ii: El propio Wingate reeditó la parte ii., que se publicó en 1652 con el mismo título (Arithmetique made easie). El primer libro pasó por muchas ediciones, y la expresión aritmética natural se descartó por la expresión aritmética común, con ediciones publicadas en Londres, durante los años 1658, 1673 (6.ª ed.); 1678 (7.ª ed.); 1683 (8.ª ed., la última editada por Kersey el viejo); 1699 (10.ª ed. publicada por Kersey el joven); 1704 (11.ª ed. con un nuevo suplemento obra de George Shelley); 1708, 1713, 1720, 1753 (editadas por James Dodson), y 1760.
- Statuta Pacis: or a Perfect Table of all the Statutes (now in force) which any way concern the office of a Justice of the Peace (Estatuto del Juez de Paz: O una Tabla Perfecta de todos los Estatutos (ahora en vigor) que conciernen al oficio de Juez de Paz), Londres, 1641, 1644 (bajo las iniciales E. W.).

Textos legales
- An Exact Abridgment of all the Statutes in force and use from the beginning of Magna Carta (Un resumen exacto de todos los estatutos en vigencia y uso desde el comienzo de la Carta Magna), Londres, 1642, 1655, 1663 (continuado por William Hughes), 1670, 1675, 1680, 1681, 1684, 1694, 1703, 1704, 1708.
- Justice Revived: being the whole office of a country Justice of the Peace (Justicia Restablecida: la oficina completa de un Juez de Paz de un Condado), Londres, 1644, 1661 (bajo iniciales E. W.).
- Ludus Mathematicus (Juego matemático), Londres, 1654, 1681. El libro es la descripción de un incierto instrumento logarítmico (bajo las iniciales E. W.).
- The Body of the Common Law of England, Londres, 1655 (2.ª ed.), 1658, 1662, 1670, 1678.
- The Use of a Gauge-rod (El uso de una barra de calibre), Londres, 1658.
- Maximes of Reason, Londres, 1658.
- Mathematische Calculatie por Dirck Rembrantsz van Nierop y Edmund Wingate (traducción al francés), Ámsterdam, 1659.
- El Tutor Clarks sobre Aritmética y Escritura   ... siendo los restos de Edmund Wingate, Londres, 1671, 1676.
- The Exact Constable with his Original and Power in the Office of Churchwardens (El Agente Exacto con su Original y Poder en la Oficina de los Encargados de la Iglesia), Londres, 1660 (2.ª ed.), 1682 (6.ª ed.) (Bajo las iniciales EW )

En 1640 publicó una edición del Britton, sobre la que introdujo correcciones procedentes de algún manuscrito mejor que el usado en la publicación de 1530, pero las colocó en un apéndice, reimprimiendo el texto en su forma original. Un capítulo completo del libro (lib. Iv. Cap. 5), que previamente se había omitido, también lo colocó en un apéndice. También editó las obras de Samuel Foster, y el erudito Anthony Wood le atribuye una obra titulada Tactometria ... o la Geometría de los Regulares, que podría ser una nueva publicación del libro de John Wyberd, que apareció bajo el mismo título en 1650.

## Familia
Wingate se casó el 28 de julio de 1628 en Maulden, con Elizabeth, hija y heredera de Richard Button de Wootton (Bedfordshire), con quien tuvo cinco hijos y dos hijas. 